# Гугово
Гугово (на гръцки: Βρυτά, Врита, до 1926 година Γκούγκοβον, Гуговон) е село в Република Гърция, в дем Воден, област Централна Македония.

## География
Селото се намира на 15 километра западно от демовия център Воден (Едеса) и на 2 km северно от пътя Воден - Лерин, на надморска височина от 500 m в склоновете на планината Нидже (Ворас). Край селото са изворите на река Вода.

## История

### В Османската империя
В края на ΧΙΧ век Гугово е чисто българско село във Воденска каза на Османската империя. В 1848 година руският славист Виктор Григорович описва в „Очерк путешествия по Европейской Турции“ Гугово като българско село. В „Етнография на вилаетите Адрианопол, Монастир и Салоника“, издадена в Константинопол в 1878 година и отразяваща статистиката на населението от 1873 година, Гугово (Gougovo) е посочено като село във Воденска каза с 15 къщи и 64 жители българи. Според статистиката на Васил Кънчов („Македония. Етнография и статистика“) в 1900 година в Гугово живеят 260 жители българи.
Селото е чисто екзархийско. По данни на секретаря на екзархията Димитър Мишев („La Macédoine et sa Population Chrétienne“) в 1905 година в Гугово (Gougovo) има 320 българи екзархисти и работи българско училище.

### В Гърция
През Балканската война в селото влизат гръцки войски и след Междусъюзическата Гугово остава в Гърция.
Боривое Милоевич пише в 1921 година („Южна Македония“), че Гугово има 45 къщи славяни християни.
В 1926 година селото е прекръстено на Врита. Част от българското население на селото се изселва и на негово място през 20-те години са заселени 10 семейства или 51 души гърци бежанци. В 1928 година Гугово е представено като смесено местно-бежанско с 14 бежански семейства и 61 души бежанци. Бежанците обаче постепенно започват да се изселват от Гугово, като последните бежанци го напускат в 1941 година в началото на германската окупация.
През Втората световна война в селото е формирана чета на българската паравоенна организация Охрана и е установена българска общинска власт. Селото пострадва в Гражданската война (1946 - 1949).
При изграждането на Владовското езеро, от гуговци е експроприирана най-добрата земя. Селяните произвеждат жито, царевица и овошки. Частично е развито и скотовъдството.
| Име                     | Име            | Ново име          | Ново име          | Описание                                        |
| ----------------------- | -------------- | ----------------- | ----------------- | ----------------------------------------------- |
| Джаджово                | Τζάντζοβο      | Рема              | Ρέμα              | река на Ю от Гугово в местността Джаджова търла |
| Красовиц                | Κράσοβιτς      | Псириарики Корифи | Ψειριάρικη Κορυφή | връх на ЮИ от Гугово (674 m)                    |
| Брусна                  | Μπροΰσνα       | Дросонери         | Δροσονέρι         | река на З от Гугово (Кучански брест)            |
| Манова падина           | Μανοβο Παντίνα | Ватулома          | Βαθούλωμα         | връх на СЗ от Гугово (681 m)                    |
| Тупков или Рупков камен | Τούπκος Πέτρα  | Трипия Петра      | Τρύπια Πέτρα      | връх на ЮЗ от Гугово                            |

| Година    | 1913 | 1920 | 1928 | 1940 | 1951 | 1961 | 1971 | 1981 | 1991 | 2001 | 2011 | 2021 |
| --------- | ---- | ---- | ---- | ---- | ---- | ---- | ---- | ---- | ---- | ---- | ---- | ---- |
| Население | 280  | 259  |      | 523  | 556  | 466  | 564  | 514  | 526  | 506  | 451  | 376  |